# Paracardiophorus quadripunctatus
Paracardiophorus quadripunctatus is een keversoort uit de familie kniptorren (Elateridae). De wetenschappelijke naam van de soort is voor het eerst geldig gepubliceerd in 1853 door Blanchard.